# 铃花黄兰
铃花黄兰（学名：Cephalantheropsis calanthoides），又名白花肖頭蕊蘭，为蘭科肖頭蕊蘭屬下的一个种。

## 扩展阅读
- 維基物種上的相關：白花肖頭蕊蘭